# Bibiyergou
Bibiyergou es una comuna o municipio del departamento de Tillabéri de la región de Tillabéri, en Níger. En diciembre de 2012 presentaba una población censada de 1853 habitantes.
Se encuentra situada al oeste del país, cerca del río Níger y de la frontera con Malí y Burkina Faso, y de la capital nacional, Niamey.